# Combretum bracteatum
Combretum bracteatum är en tvåhjärtbladig växtart som först beskrevs av Laws., och fick sitt nu gällande namn av Adolf Engler och Diels. Combretum bracteatum ingår i släktet Combretum och familjen Combretaceae. Inga underarter finns listade i Catalogue of Life.